# М. Шэдоус
Мэттью Чарльз Сандерс (англ. Matthew Charles Sanders; род. 31 июля 1981, Хантингтон-Бич, Ориндж, Калифорния), более известный как М. Шэдоус (англ. M. Shadows) — американский музыкант, вокалист метал-группы Avenged Sevenfold.

## Биография
Фронтмен Avenged Sevenfold Мэттью Чарльз Сандерс, известный как M. Shadows, родился 31 июля 1981 года в Хантингтон-Бич, где предпочитает жить до сих пор. С этим городом связаны воспоминания о его многочисленных «геройствах», которые дважды доводили его до исключения из школы. В первый раз в 6-м классе — за то, что после вечеринки разбил стёкла в чужой машине, во второй раз — уже через год, когда он испортил школьное имущество. Он нанёс школе не только материальный ущерб: после его выходки от внезапного сердечного приступа скончался директор школы, человек ещё не старый, так что за Мэттью закрепилась кличка «пацан, который убил директора». Выбирая себе сценическое имя, Сандерс подчеркнул своё тёмное прошлое и назвал себя Shadows (Тени). В музыке Мэттью Сандерс начинал как бас-гитарист. Он заинтересовался хард’н’хэви после концерта Guns N’ Roses и знакомства с их альбомом «Appetite for Destruction», который подарил ему отец. В его досье — целый список начинающих групп, которые он создавал и распускал и через которые прошёл. Во времена одной из них — панк-рок команды Successful Failure — он написал песню «Streets», которая через несколько лет будет перезаписана и издана на дебютном альбоме Avenged Sevenfold. В 2012 году совместно с группой Fozzy исполнил песню "Sandpaper".

### Творчество
Мэтт перепробовал множество музыкальных инструментов, он умеет играть на пианино и гитаре, хотел быть басистом. Позже он занялся вокалом.

### Возникновение псевдонима
В своей группе Мэтт оказался самым «тёмным» как в плане музыкальных пристрастий, так и по характеру. Из-за этого его и прозвали Shadows, но он хотел сохранить и своё имя в псевдониме, так и появилось «M. Shadows».

### Музыкальные пристрастия
Мэтт слушает много панк-рок групп, таких как The Misfits и H2O, а метал-музыку начал слушать после того, как отец подарил ему пластинку Appetite for Destruction от Guns N’ Roses.

### Личная жизнь
10 октября 2009 года женился на Вэлэри ДиБенедетто (англ. Valary DiBenedetto), бывшем тур-менеджере группы. С Вэлэри он был знаком с 6 класса средней школы. У Вэлэри есть сестра-близнец, Мишель, на которой женат Синистер Гейтс. Вэлэри появлялась в клипе Seize the Day в качестве ключевого персонажа, и играла роль себя — девушки Мэтта. Также её вокал (скрим) присутствует в песне «The Art of Subconscious Illusion» с альбома Sounding the Seventh Trumpet. 5 июля 2012 года Вэлэри родила сына Ривера. В конце 2014 родила второго сына по имени Кэш. Является близким другом Криса Джерико, рестлера и фронтмена группы Fozzy.